# 山崎大輝
山崎大辉（日语：やまざき たいき、1995年10月3日—
）是日本静冈县出生的男性演员和电视艺人。目前隶属于伊藤公司艺能事务所。

## 简历
- 2010年，山崎完成了第23回JUNON SUPER BOY大赛。于11月举行的最后考试表演之中他唱了L'Arc-en-Ciel的“Caress of Venus”，并获得审查员特别奖。[2]
- 2011年3月，山崎就宣布他隶属于艺能事务所为伊藤公司。
- 2012年5月，他与同一事务所的樋口裕太及育乃介在东京铁塔结成了应援团Tower Boys。[3]其后的2012及2013年，该团体于每个月在铁塔内进行了综艺活动表演。[4]
- 山崎的首个舞台主演是Initial Film株式会社的第三回公演“あなたに贈るキス2”（2014年7月9至13日在六本木俳优座剧场公开表演）。
- 2015年6月10日，“伦敦影奇谈夏洛克·福尔摩斯”（2015年6月17至21日）主演樋口裕太就宣布因他身体不适而降板。因此就宣布山崎大辉将成为他的代替者。同月14日有一个更改，他必须于两天内扮演角色威金斯。[5]
- 2017年，特摄作品《宇宙战队九连者》之中，他的角色为“流・岭／蛇夫银”。

## 演出作品

### 舞台
| 年份 | 名称                                                                    | 角色                     | 备注     | 参考   |
| ---- | ----------------------------------------------------------------------- | ------------------------ | -------- | ------ |
| 2011 | ジュノンボーイ劇男                                                      |                          |          |        |
| 2012 | ミュージカル 忍たま乱太郎 第三弾 〜山賊砦に潜入せよ〜                   | 久々知兵助               |          | [ 6 ]  |
| 2012 | ミュージカル 忍たま乱太郎 第三弾 〜山賊砦に潜入せよ〜再演               | 久々知兵助               |          | [ 7 ]  |
| 2012 | ゼロマンション第2回公演 アクショニズム「High at TOKYO」                 | 山崎大辉                 |          | [ 8 ]  |
| 2013 | ミュージカル 忍たま乱太郎 第四弾 〜最恐計画を暴きだせ!!〜               | 久々知兵助               | 客串演出 |        |
| 2013 | ゼロマンション第2回公演「ふらちな侍」                                   | 奉公人 与平              |          | [ 9 ]  |
| 2013 | ミュージカル 忍たま乱太郎 第四弾再演 〜最恐計画を暴きだせ!!〜           | 久々知兵助               | 客串演出 |        |
| 2013 | タンバリンプロデューサーズ第12回公演 「舞台 鬼切丸」                    | 結城七郎                 |          | [ 10 ] |
| 2013 | ゼロマンション番外公演 ZEROMANSION NEXT「ノット・ヒーロー」             | 加藤慎治                 |          | [ 11 ] |
| 2014 | Initial Film株式会社 第三回公演「あなたに贈るキス2」                    | 砂川浪                   |          |        |
| 2014 | 音乐剧「失忆症」re:again                                                | Shin                     |          |        |
| 2014 | 聖☆明治座るの祭典～あんまりカブると怒られちゃうよ～                     | 市松（正則）             |          |        |
| 2014 | 「る・コン 〜あんなこと、こんなことあったでSHOW〜」                     | いっくん                 |          |        |
| 2015 | ミュージカル「忍たま乱太郎」第6弾～凶悪なる幻影！～                     | 久々知兵助               | 客串演出 |        |
| 2015 | 伦敦影奇谈夏洛克·福尔摩斯 ～銀发的使者和七人的容疑者～                  | 威金斯                   |          |        |
| 2015 | ミュージカル「忍たま乱太郎」第6弾 再演 ～凶悪なる幻影！～               | 久々知兵助               | 客串演出 |        |
| 2015 | ゼロマンションプロデュース公演 「A.&C.-アダルトチルドレン-」            |                          |          |        |
| 2015 | 舞台 魔鬼爱人                                                           | 逆卷绫人                 |          |        |
| 2015 | ミュージカル「忍たま乱太郎」200回公演記念 コンサート『忍術学園 学園祭』 | 久々知兵助               | 客串演出 |        |
| 2015 | 日本史×漫才 ヒストリーズ・ジャパン                                      | 道镜、一休宗纯、伊藤博文 |          |        |
| 2016 | 2.5 次元ダンスライブ「ツキウタ。」ステージ                              | 卯月新                   |          | [ 12 ] |